# Ченей (Воєводина)
Ченей (серб. Ченеј) — приміське село в Сербії, приналежний до міської общини Нові-Сад Південно-Бацького округу в багатоетнічному, автономному краю Воєводина.

## Населення
Населення села становить 2140 осіб (2002, перепис), з них:
- серби — 1794 — 84,82%;
- югослави — 59 — 2,78%;

Решту жителів  — з десяток різних етносів, зокрема: чорногорці, хорвати, словаки і до десяти русинів-українців.